# Albuca crinifolia
Albuca crinifolia är en sparrisväxtart som beskrevs av John Gilbert Baker. Albuca crinifolia ingår i släktet Albuca och familjen sparrisväxter.
Artens utbredningsområde är KwaZulu-Natal. Inga underarter finns listade i Catalogue of Life.